# Chorągiew husarska koronna Mikołaja Hieronima Sieniawskiego

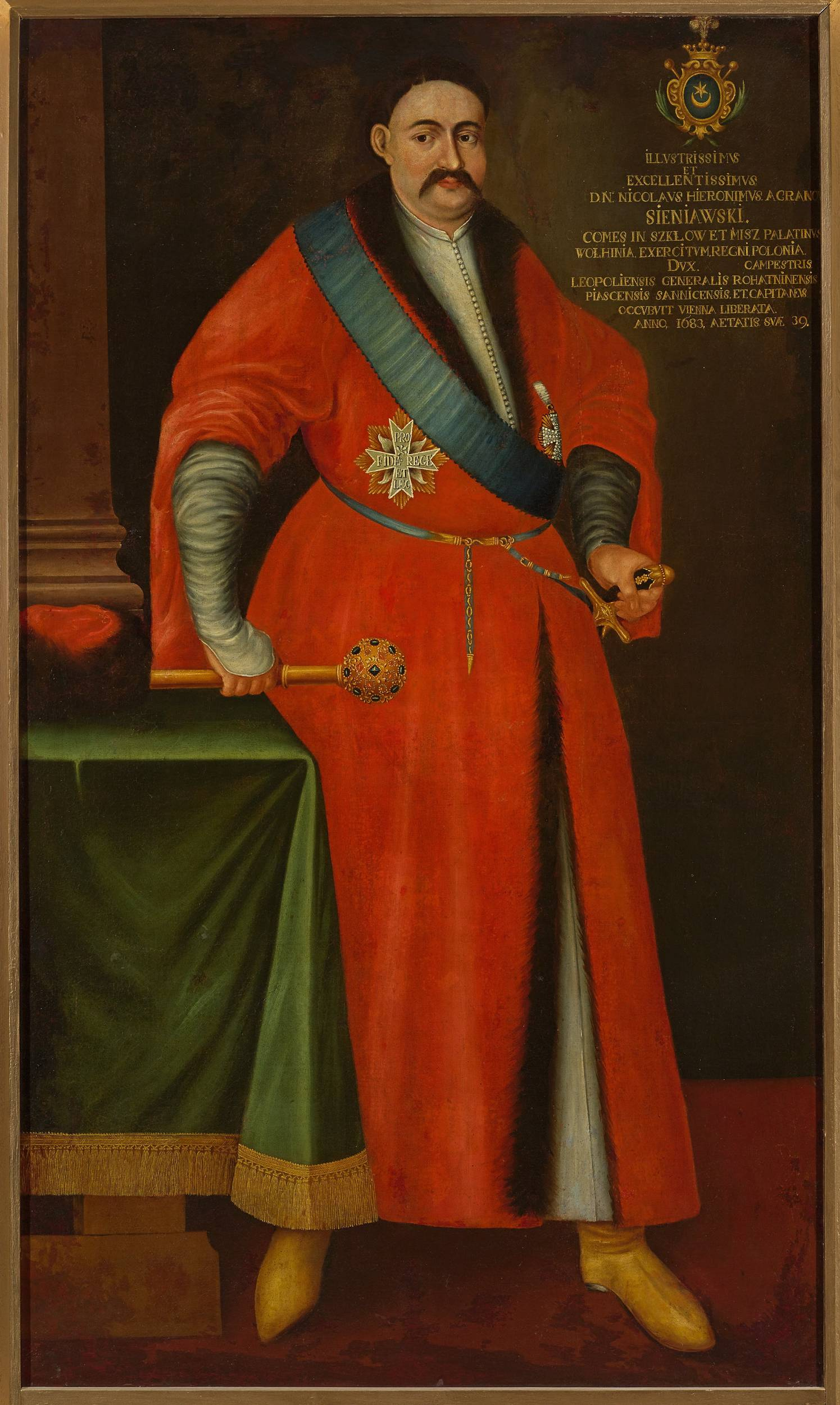
Mikołaj Hieronim Sieniawski herbu Leliwa

Chorągiew husarska koronna Mikołaja Hieronima Sieniawskiego – chorągiew husarska II połowy XVII wieku, okresu wojen Rzeczypospolitej z Turcją i Rosją.
Fundatorem i patronem chorągwi był hetman polny koronny Mikołaj Hieronim Sieniawski herbu Leliwa (zmarł 15 grudnia 1683), a faktycznym dowódcą – Mikołaj Żaboklicki.
Żołnierze tej chorągwi znaleźli się w kompucie wojsk koronnych pod Wiedniem w 1683 (w liczbie 200 koni) i wzięli udział w wojnie polsko-tureckiej.